# The Firebrand (film 1918)
The Firebrand è un film muto del 1918 diretto da Edmund Lawrence.

## Trama

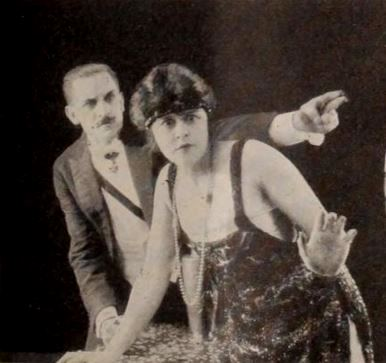
Virgina Pearson nel ruolo di Natalia

Al tempo della rivoluzione russa, la principessa Natalia si innamora di Julian Ross, un americano di origine russa che è stato imprigionato per i suoi scritti rivoluzionari. Lei gli nasconde di essere una nobile, raccontandogli di fare la governante in casa del principe Rostoff che, in realtà, è suo zio. Il fratello di Natalia viene ucciso al fronte per colpa del tradimento del principe Rostoff e di suo figlio Boris che, al soldo del Kaiser, hanno fornito all'esercito russo delle munizioni difettose. Julian, allora, uccide i due traditori ma Natalia gli spara. Lui, lievemente ferito, cerca di spiegarle i motivi del suo gesto, mostrandole dei documenti che provano i legami tra i Rostoff e i tedeschi: pentita, Natalia, lo perdona e accetta di diventare sua moglie.

## Produzione
Il film fu prodotto dalla Fox Film Corporation.

## Distribuzione
Distribuito dalla Fox Film Corporation, il film uscì nelle sale cinematografiche USA il 19 maggio 1918.